# Flames de Quad City
Les Flames de Quad City sont une franchise de hockey sur glace d'Amérique du Nord ayant existé de 2007 à 2009.

## Historique
L'équipe a rejoint la Ligue américaine de hockey en 2007 en tant que prolongation des Ak-Sar-Ben Knights d'Omaha. En effet, les Flames de Calgary propriétaires de la franchise ont décidé lors de la déménager dans l'agglomération des Quad Cities. Cette décision est venue du fait qu'en deux saisons passées dans la LAH à Omaha dans le Nebraska les Flames ont perdu près de 4 millions de dollars.
La saison 2007-2008 a été leur saison inaugurale et ils ont remplacé les Mallards de Quad City.
Pour la saison 2009-2010, les Flames sont déplacés à Abbotsford dans la province de la Colombie-Britannique au Canada. Ils deviennent le Heat d'Abbotsford.

## Statistiques
| No | Saison    | PJ | V  | D  | N | DP | DTB | BP  | BC  | Pts | Classement        | Séries éliminatoires |
| -- | --------- | -- | -- | -- | - | -- | --- | --- | --- | --- | ----------------- | -------------------- |
| 1  | 2007-2008 | 80 | 38 | 32 | - | 3  | 7   | 203 | 214 | 86  | 6e division Ouest | non qualifiés        |
| 2  | 2008-2009 | 80 | 36 | 31 | - | 6  | 7   | 212 | 216 | 85  | 5e division Ouest | non qualifiés        |